# Tony Award al miglior attore non protagonista in un'opera teatrale
Il Tony Award al miglior attore non protagonista in un'opera teatrale (Tony Award for Best Performance by a Featured Actor in a Play) è presentato dal 1949 e viene assegnato agli attori che hanno recitato in spettacoli teatrali nuovi o revival.

## Vincitori e candidati

### Anni 1940
- 1949
  - Arthur Kennedy - Morte di un commesso viaggiatore

### Anni 1950
- 1951
  - Eli Wallach – The Rose Tattoo
- 1952

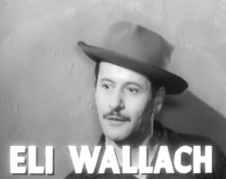
Eli Wallach, vincitore nel 1951

  - John Cromwell – Point of No Return
- 1953
  - John Williams – Dial M for Murder
- 1954
  - John Kerr – Tea and Sympathy
- 1955
  - Francis L. Sullivan – Witness for the Prosecution
- 1956
  - Ed Begley – Inherit the Wind nel ruolo di Matthew Harrison Brady
  - Anthony Franciosa – A Hatful of Rain
  - Andy Griffith – No Time for Sergeants
  - Anthony Quayle – Tamburlaine the Great
  - Fritz Weaver – The Chalk Garden
- 1957
  - Frank Conroy – The Potting Shed nel ruolo di Father William Callifer
  - Eddie Mayehoff – Visit to a Small Planet
  - William Podmore – Separate Tables
  - Jason Robards – Lungo viaggio verso la notte
- 1958
  - Henry Jones – Sunrise at Campobello nel ruolo di Louis McHenry Howe
  - Siegfried Arno – Time Remembered
  - Theodore Bikel – The Rope Dancers
  - Pat Hingle – The Dark at the Top of the Stairs
  - George Relph – The Entertainer
- 1959
  - Charlie Ruggles – The Pleasure of His Company nel ruolo di Mackenzie Savage
  - Marc Connelly – Tall Story
  - George Grizzard – The Disenchanted
  - Walter Matthau – Once More, With Feeling̈
  - Robert Morse – Say, Darling
  - George Scott – Comes a Day

### Anni 1960
- 1960

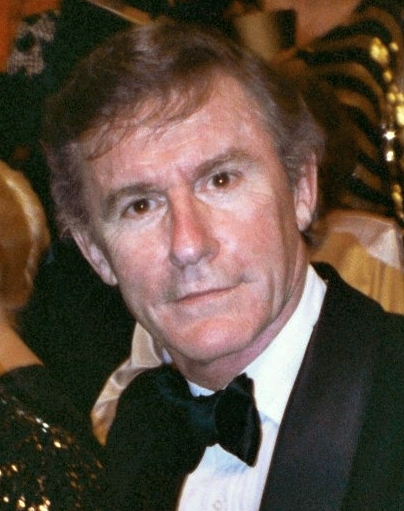
Roddy McDowall, vincitore nel 1960

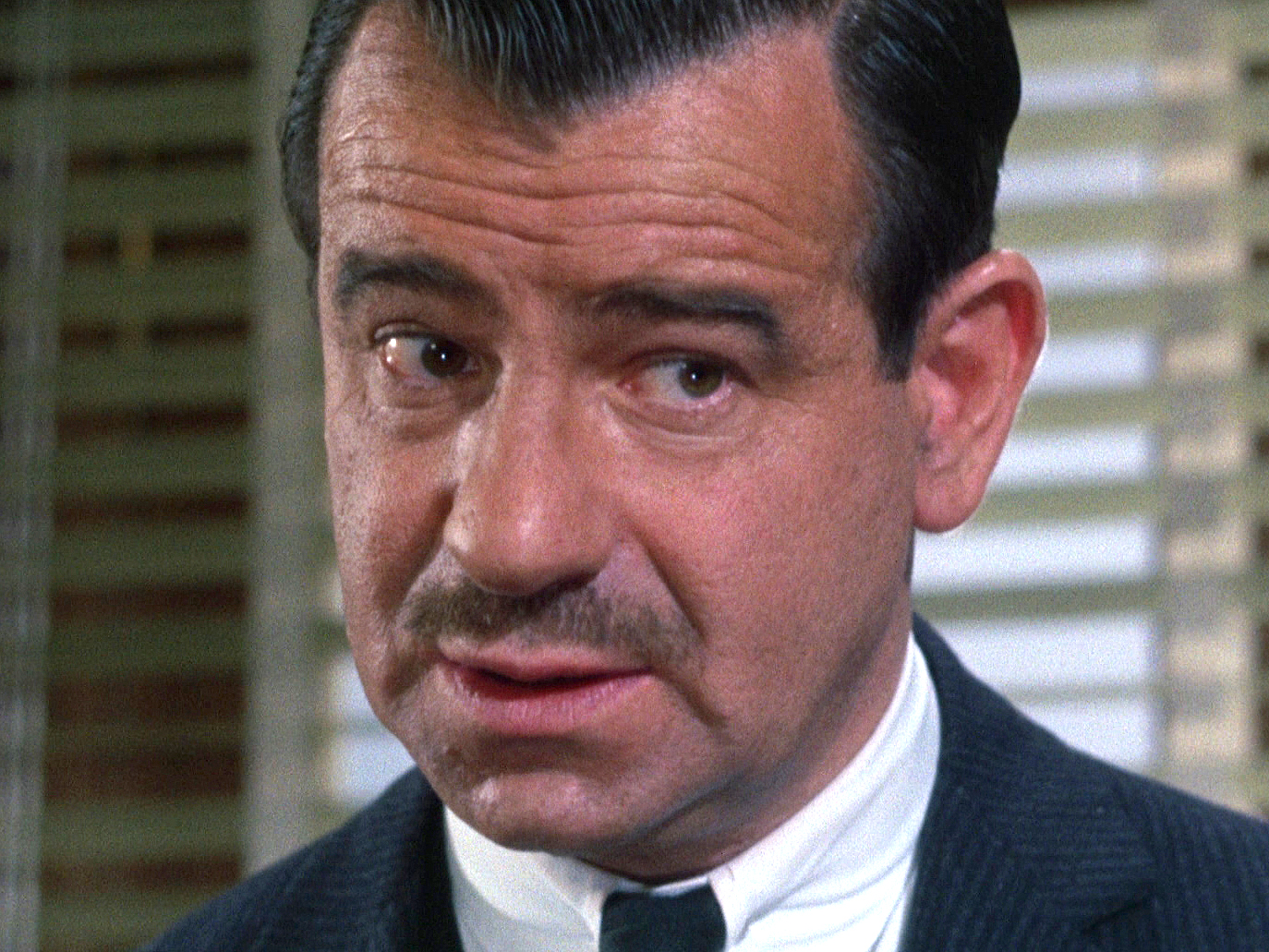
Walter Matthau, vincitore nel 1962

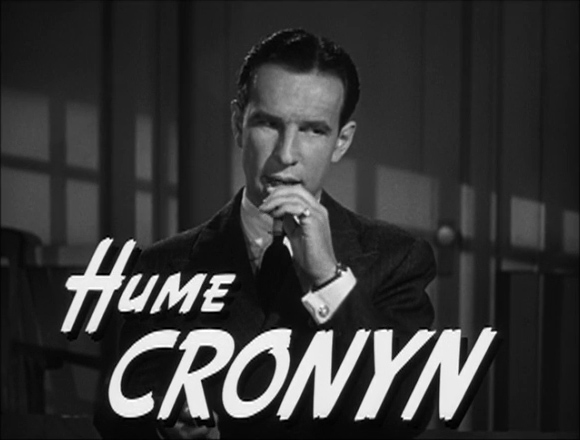
Hume Cronyn, vincitore nel 1964

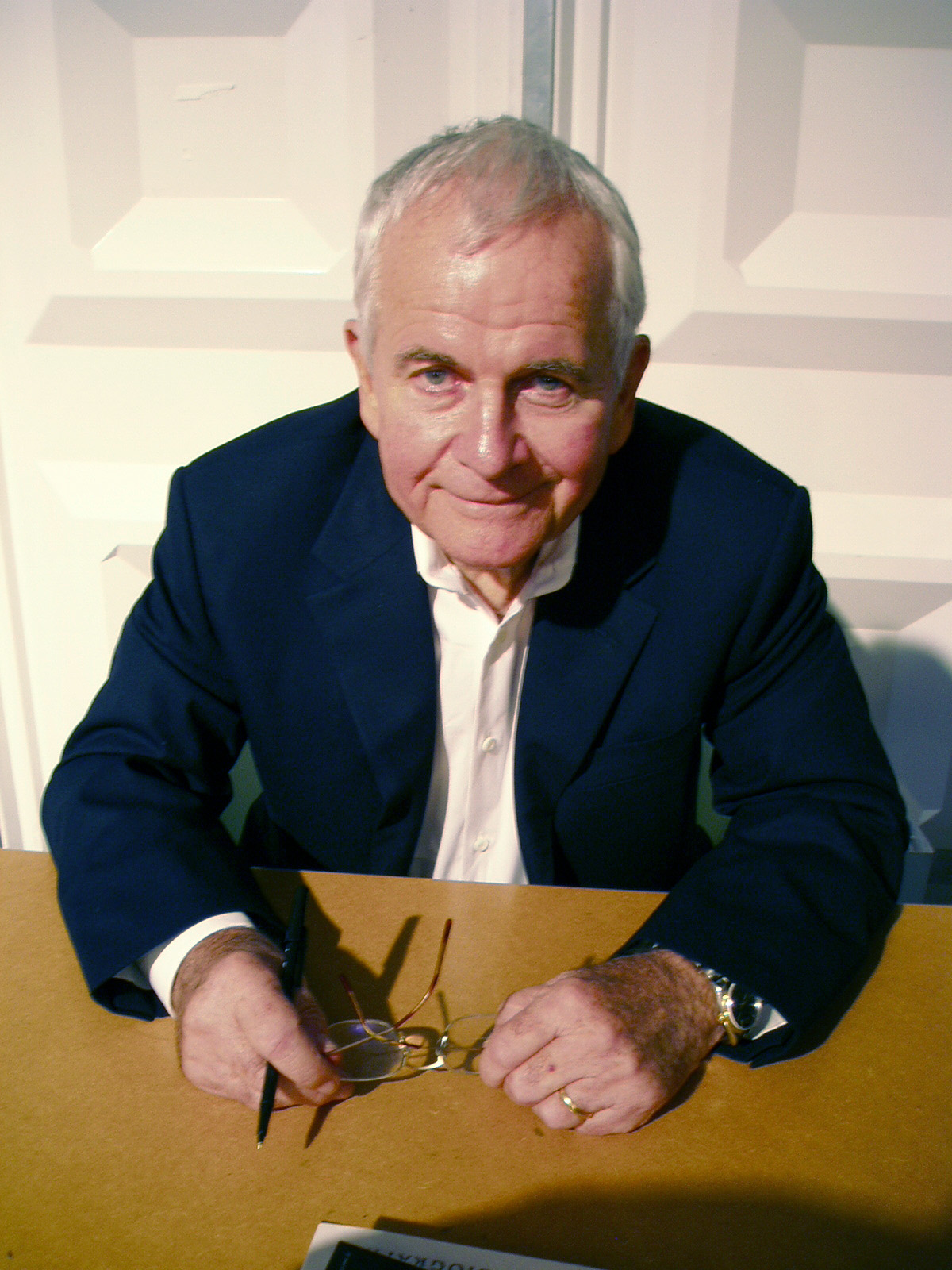
Ian Holm, vincitore nel 1967

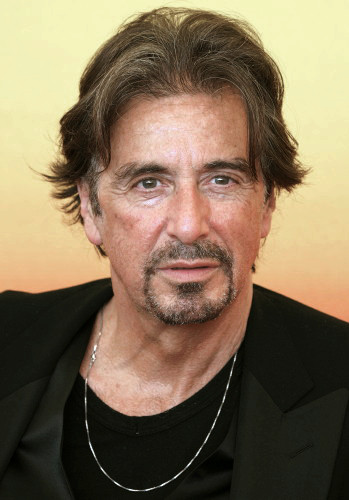
Al Pacino, vincitore nel 1969

  - Roddy McDowall – The Fighting Cock nel ruolo di Tarquin Edward Mendigales
  - Warren Beatty – A Loss of Roses
  - Harry Guardino – One More River
  - Rip Torn – Sweet Bird of Youth
  - Lawrence Winters – The Long Dream
- 1961
  - Martin Gabel – Big Fish, Little Fish nel ruolo di Basil Smythe
  - Philip Bosco – The Rape of the Belt
  - Eduardo Ciannelli – The Devil's Advocate
  - George Grizzard – Big Fish, Little Fish
- 1962
  - Walter Matthau – A Shot in the Dark nel ruolo di Benjamin Beaurevers
  - Godfrey M. Cambridge – Purlie Victorious
  - Joseph Campanella – A Gift of Time
  - Paul Sparer – Ross
- 1963
  - Alan Arkin – Enter Laughing nel ruolo di David Kolowitz
  - Barry Gordon – A Thousand Clowns
  - Paul Rogers – Photo Finish
  - Frank Silvera – The Lady of the Camellias
- 1964
  - Hume Cronyn – Amleto nel ruolo di Polonius
  - Lee Allen – Marathon '33
  - Michael Dunn – The Ballad of the Sad Cafe
  - Larry Gates – A Case of Libel
- 1965
  - Jack Albertson – La signora amava le rose nel ruolo di John Cleary
  - Murray Hamilton – Absence of a Cello
  - Martin Sheen – The Subject Was Roses
  - Clarence Williams III – Slow Dance on the Killing Ground
- 1966
  - Patrick Magee – Marat/Sade nel ruolo di Marquis de Sade
  - Burt Brinckerhoff – Cactus Flower
  - A. Larry Haines – Generation
  - Eamon Kelly – Philadelphia, Here I Come!
- 1967
  - Ian Holm – The Homecoming nel ruolo di Lenny
  - Clayton Corzatte – La scuola della maldicenza
  - Stephen Elliott – Marat/Sade
  - Sydney Walker – L'anitra selvatica
- 1968
  - James Patterson – Il compleanno nel ruolo di Stanley Webber
  - Paul Hecht – Rosencrantz e Guildenstern sono morti
  - Brian Murray – Rosencrantz e Guildenstern sono morti
  - John Wood – Rosencrantz e Guildenstern sono morti
- 1969
  - Al Pacino – Does a Tiger Wear a Necktie? nel ruolo di Bickham
  - Richard Castellano – Lovers and Other Strangers
  - Anthony Roberts – Play It Again, Sam
  - Louis Zorich – Hadrian VII

### Anni 1970
- 1970

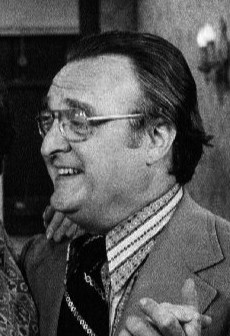
Vincent Gardenia, vincitore nel 1972

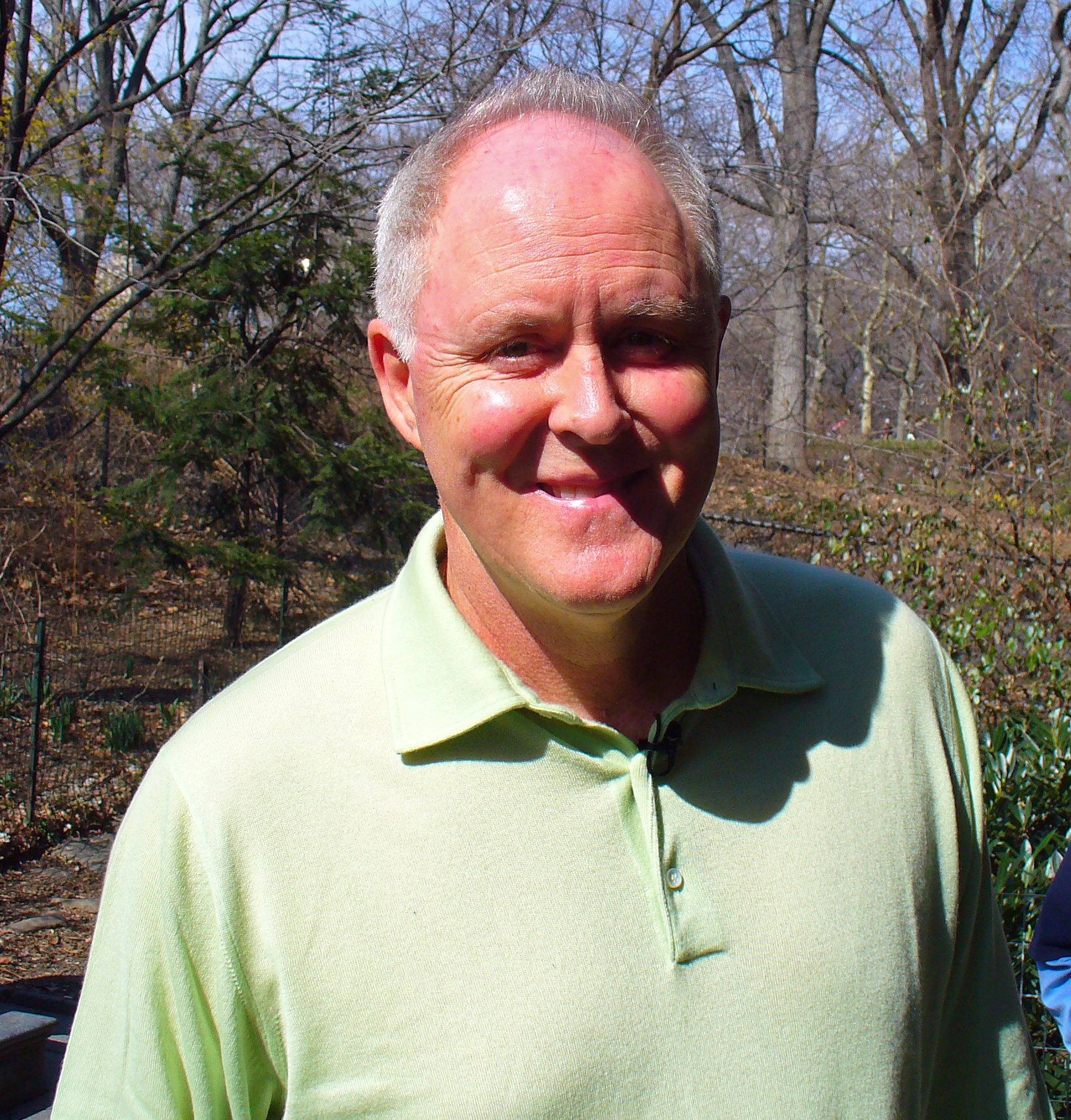
John Lithgow, vincitore nel 1973

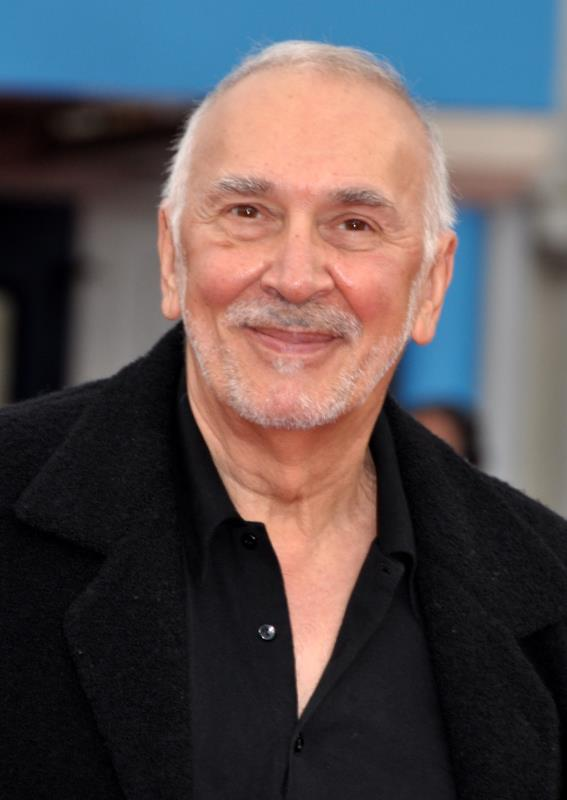
Frank Langella, vincitore nel 1975 e nel 2002.

Jonathan Pryce, vincitore nel 1977

  - Ken Howard – Child's Play nel ruolo di Paul Reese
  - Joseph Bova – The Chinese and Dr. Fish
  - Dennis King – Un patriota per me
- 1971
  - Paul Sand – Paul Sill's Story Theatre nel ruolo di personaggi vari
  - Ronald Radd – Abelard and Heloise
  - Donald Pickering – Conduct Unbecoming
  - Ed Zimmermann – The Philanthropist
- 1972
  - Vincent Gardenia – The Prisoner of Second Avenue nel ruolo di Harry Edison
  - Douglas Rain – Vivat! Vivat Regina!
  - Lee Richardson – Vivat! Vivat Regina!
  - Joe Silver – Lenny
- 1973
  - John Lithgow – The Changing Room nel ruolo di "Kenny" Kendal
  - Barnard Hughes – Molto rumore per nulla
  - John McMartin – Don Juan
  - Hayward Morse – Butley
- 1974
  - Ed Flanders – A Moon for the Misbegotten nel ruolo di Phil Hogan
  - René Auberjonois – The Good Doctor
  - Douglas Turner Ward – The River Niger
  - Dick Anthony Williams – What the Wine-Sellers Buy
- 1975
  - Frank Langella – Seascape nel ruolo di Leslie
  - Larry Blyden – Absurd Person Singular
  - Leonard Frey – The National Health
  - Philip Locke – Sherlock Holmes
  - George Rose – My Fat Friend
  - Dick Anthony Williams – Black Picture Show
- 1976
  - Edward Herrmann – La professione della signora Warren nel ruolo di Frank Gardner
  - Barry Bostwick – They Knew What They Wanted
  - Gabriel Dell – Lamppost Reunion
  - Daniel Seltzer – Knock Knock
- 1977
  - Jonathan Pryce – Comedians nel ruolo di Gethin Price
  - Bob Dishy – Sly Fox
  - Joe Fields – The Basic Training of Pavlo Hummel
  - Laurence Luckinbill – Prima dell'ombra
- 1978
  - Lester Rawlins – Da nel ruolo di Drumm
  - Morgan Freeman – The Mighty Gents
  - Victor Garber – Trappola mortale (Deathtrap)
  - Cliff Gorman – Chapter Two
- 1979
  - Michael Gough – Bedroom Farce nel ruolo di Ernest
  - Bob Balaban – The Inspector General
  - Joseph Maher – Spokesong
  - Edward James Olmos – Zoot Suit

### Anni 1980
- 1980

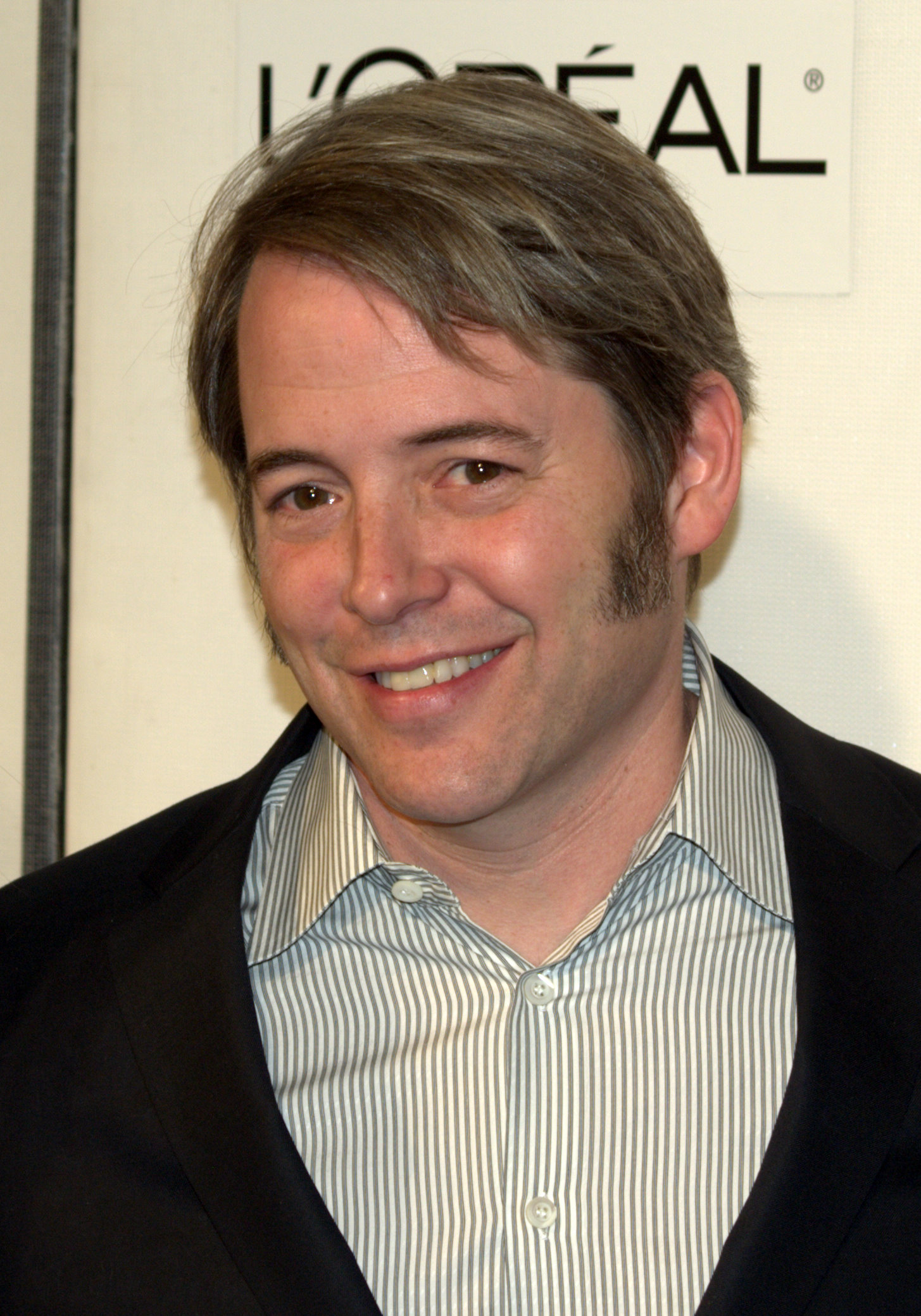
Matthew Broderick, vincitore nel 1983

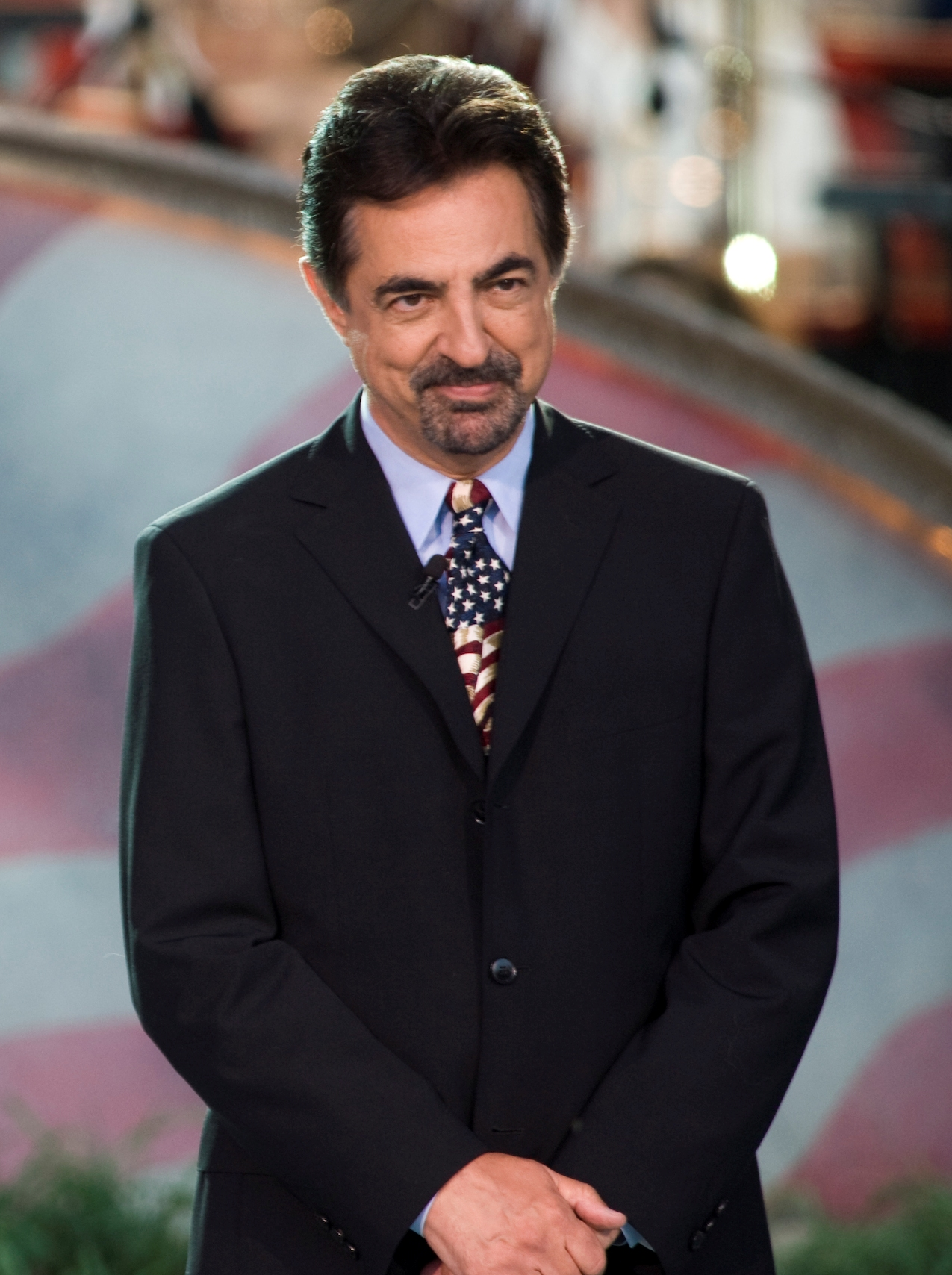
Joe Mantegna, vincitore nel 1984

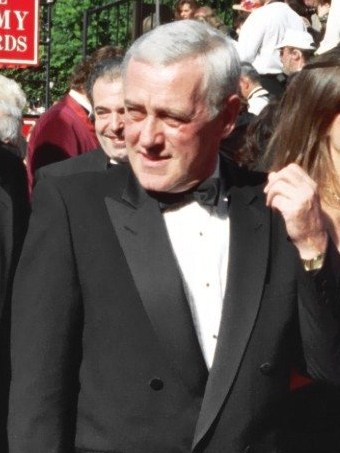
John Mahoney, vincitore nel 1986

  - David Rounds – Morning's at Seven nel ruolo di Homer Bolton
  - David Dukes – Bent
  - George Hearn – Watch on the Rhine
  - Earle Hyman – The Lady from Dubuque
  - Joseph Maher – Night and Day
- 1981
  - Brian Backer – The Floating Light Bulb nel ruolo di Paul Pollack
  - Tom Aldredge – Le piccole volpi
  - Adam Redfield – A Life
  - Shepperd Strudwick – To Grandmother's House We Go
- 1982
  - Zakes Mokae – Master Harold... and the Boys nel ruolo di Sam
  - Richard Kavanaugh – The Hothouse
  - Edward Petherbridge – The Life and Adventures of Nicholas Nickleby
  - David Threlfall – The Life and Adventures of Nicholas Nickleby
- 1983
  - Matthew Broderick – Brighton Beach Memoirs nel ruolo di Eugene Jerome
  - Željko Ivanek – Brighton Beach Memoirs
  - George N. Martin – Plenty
  - Stephen Moore – All's Well That Ends Well
- 1984
  - Joe Mantegna – Glengarry Glen Ross nel ruolo di Richard Roma
  - Philip Bosco – Heartbreak House
  - Robert Prosky – Glengarry Glen Ross
  - Douglas Seale – Noises Off
- 1985
  - Barry Miller – Biloxi Blues nel ruolo di Arnold Epstein
  - Charles S. Dutton – Ma Rainey's Black Bottom
  - William Hurt – Hurlyburly
  - Edward Petherbridge – Strange Interlude
- 1986
  - John Mahoney – The House of Blue Leaves nel ruolo di Artie Shaughnessy
  - Peter Gallagher – Long Day's Journey Into Night
  - Charles Keating – Loot
  - Joseph Maher – Loot
- 1987
  - John Randolph – Broadway Bound nel ruolo di Ben
  - Frankie R. Faison – Fences
  - Jamey Sheridan – All My Sons
  - Courtney B. Vance – Fences
- 1988
  - B. D. Wong – M. Butterfly nel ruolo di Song Liling
  - Michael Gough – Breaking the Code
  - Lou Liberatore – Burn This
  - Delroy Lindo – Joe Turner's Come and Gone
- 1989
  - Boyd Gaines – The Heidi Chronicles nel ruolo di Peter Patrone
  - Peter Frechette – Eastern Standard
  - Eric Stoltz – Piccola città
  - Gordon Joseph Weiss – Ghetto

### Anni 1990
- 1990

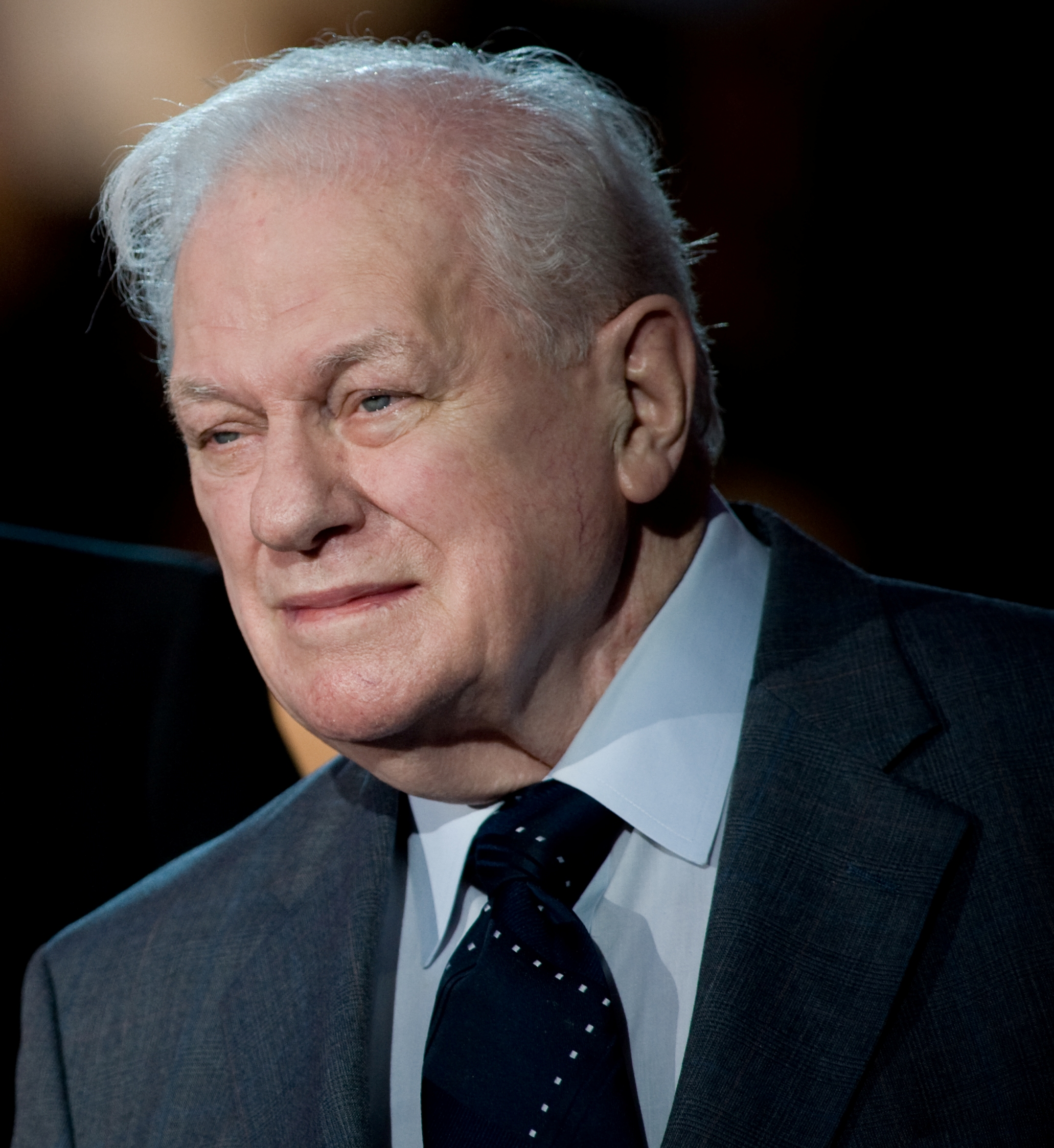
Charles Durning, vincitore nel 1990

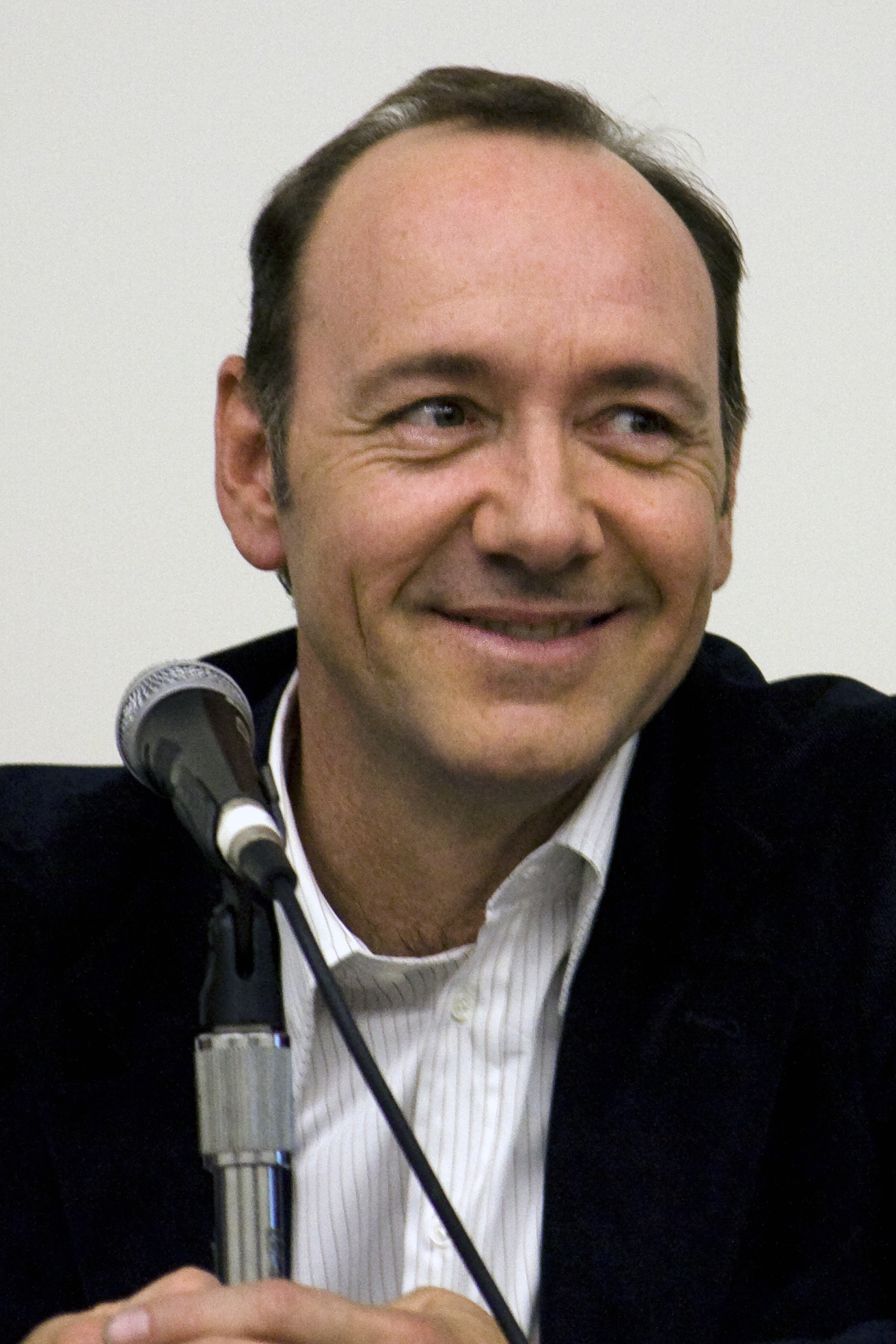
Kevin Spacey, vincitore nel 1991

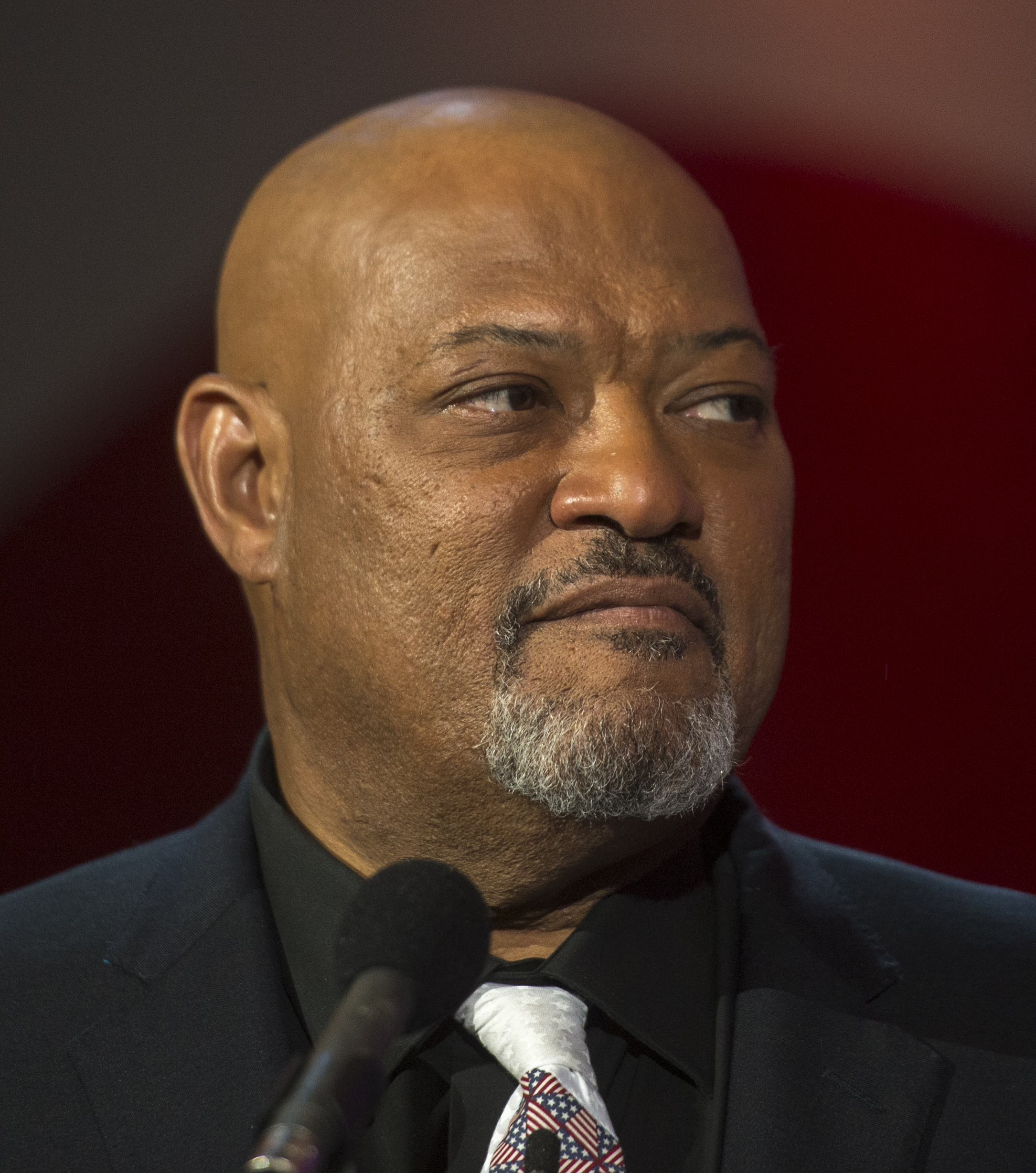
Laurence Fishburne, vincitore nel 1992

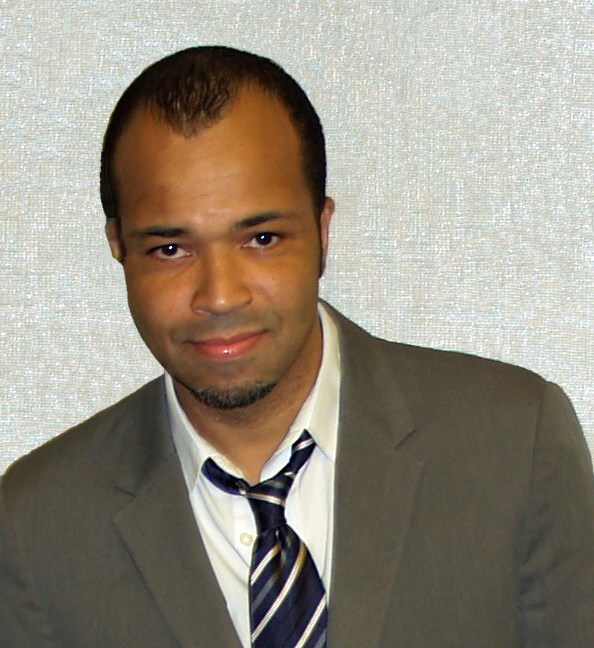
Jeffrey Wright, vincitore nel 1994

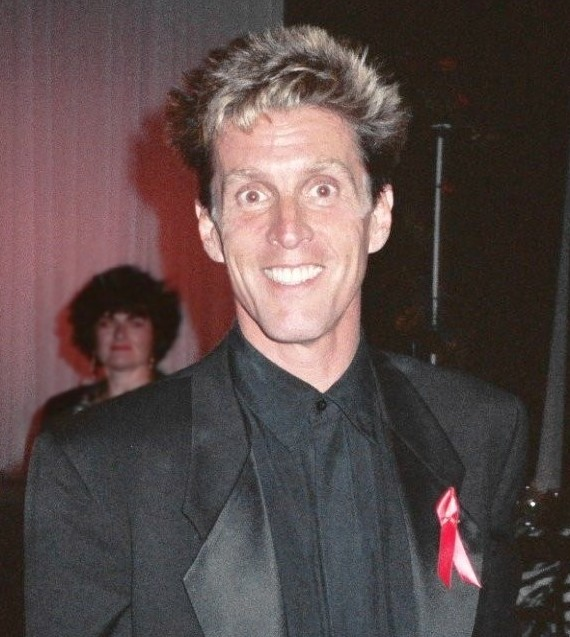
John Glover, vincitore nel 1995

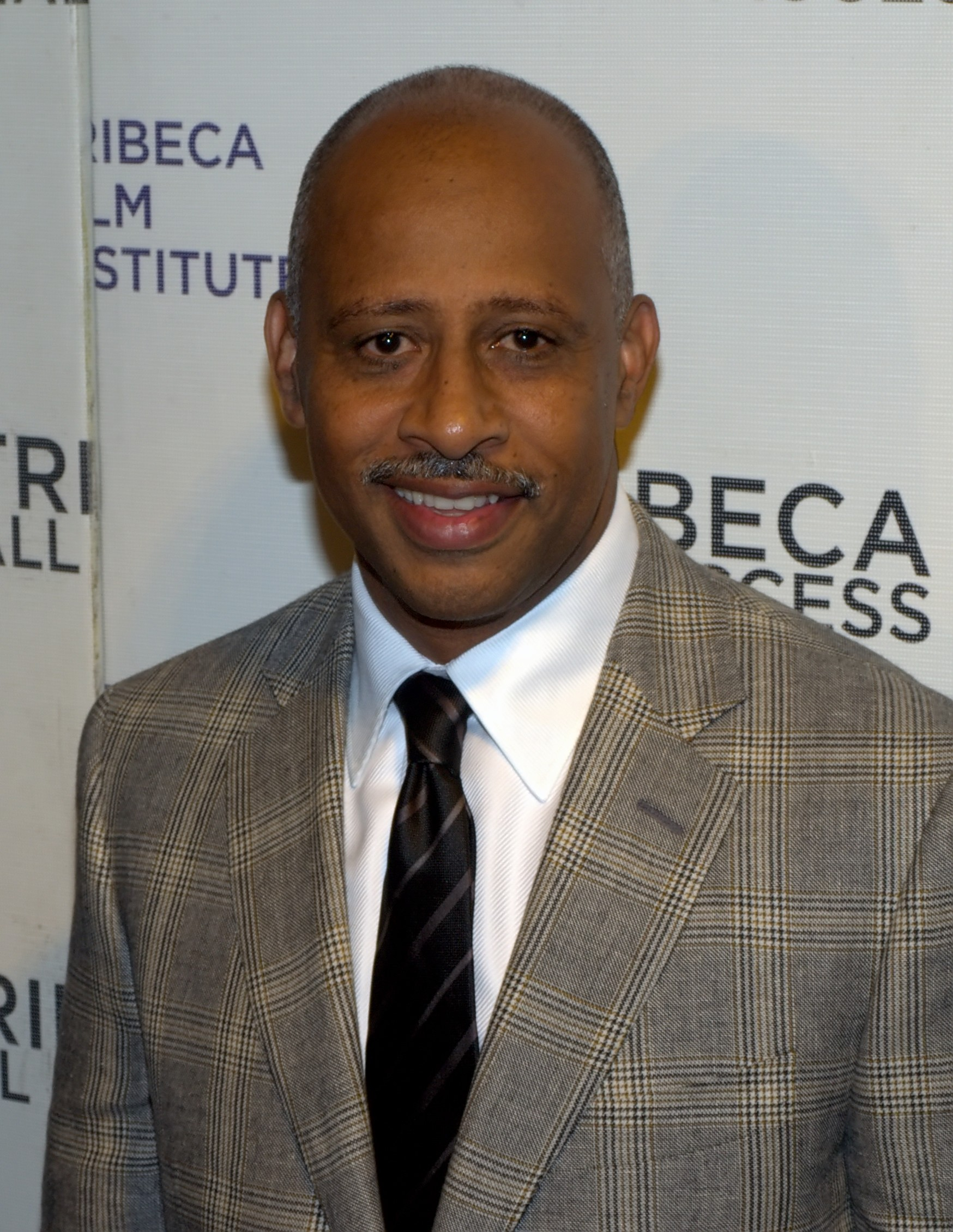
Ruben Santiago-Hudson, vincitore nel 1996

  - Charles Durning – Cat on a Hot Tin Roof nel ruolo di Big Daddy
  - Rocky Carroll – The Piano Lesson
  - Terry Kinney – Furore
  - Gary Sinise – Furore
- 1991
  - Kevin Spacey – Lost in Yonkers nel ruolo di Uncle Louie
  - Adam Arkin – I Hate Hamlet
  - Dylan Baker – La Bête
  - Stephen Lang – The Speed of Darkness
- 1992
  - Larry Fishburne – Two Trains Running nel ruolo di Sterling
  - Roscoe Lee Browne – Two Trains Running
  - Željko Ivanek – Two Shakespearean Actors
  - Tony Shalhoub – Conversations with My Father
- 1993
  - Stephen Spinella – Angels in America - Si avvicina il millennio nel ruolo di Prior Walter/Uomo nel parco
  - Robert Sean Leonard – Candida
  - Joe Mantello – Angels in America - Si avvicina il millennio
  - Zakes Mokae – The Song of Jacob Zulu
- 1994
  - Jeffrey Wright – Angels in America - Perestroika nel ruolo di Norman "Belize" Arriaga
  - Larry Bryggman – Picnic
  - David Marshall Grant – Angels in America - Perestroika
  - Gregory Itzin – The Kentucky Cycle
- 1995
  - John Glover – Love! Valour! Compassion! nel ruolo di John e James Jeckyll
  - Stephen Bogardus – Love! Valour! Compassion!
  - Anthony Heald – Love! Valour! Compassion!
  - Jude Law – Indiscretions
- 1996
  - Ruben Santiago-Hudson – Seven Guitars nel ruolo di Canewell
  - James Gammon – Buried Child
  - Roger Robinson – Seven Guitars
  - Reg Rogers – Holiday
- 1997
  - Owen Teale – A Doll's House nel ruolo di Torvald Helmer
  - Terry Beaver – The Last Night of Ballyhoo
  - Brian Murray – Le piccole volpi
  - William Biff McGuire – The Young Man From Atlanta
- 1998
  - Tom Murphy – The Beauty Queen of Leenane nel ruolo di Ray Dooley
  - Brían F. O'Byrne – The Beauty Queen of Leenane
  - Sam Trammell – Ah, Wilderness!
  - Max Wright – Ivanov
- 1999
  - Frank Wood – Side Man nel ruolo di Gene Glimmer
  - Kevin Anderson – Morte di un commesso viaggiatore
  - Finbar Lynch – Not About Nightingales
  - Howard Witt – Morte di un commesso viaggiatore

### Anni 2000
- 2000

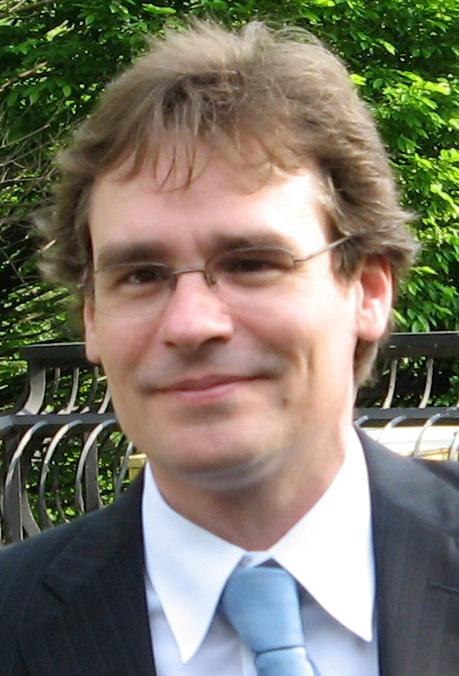
Robert Sean Leonard, vincitore nel 2001

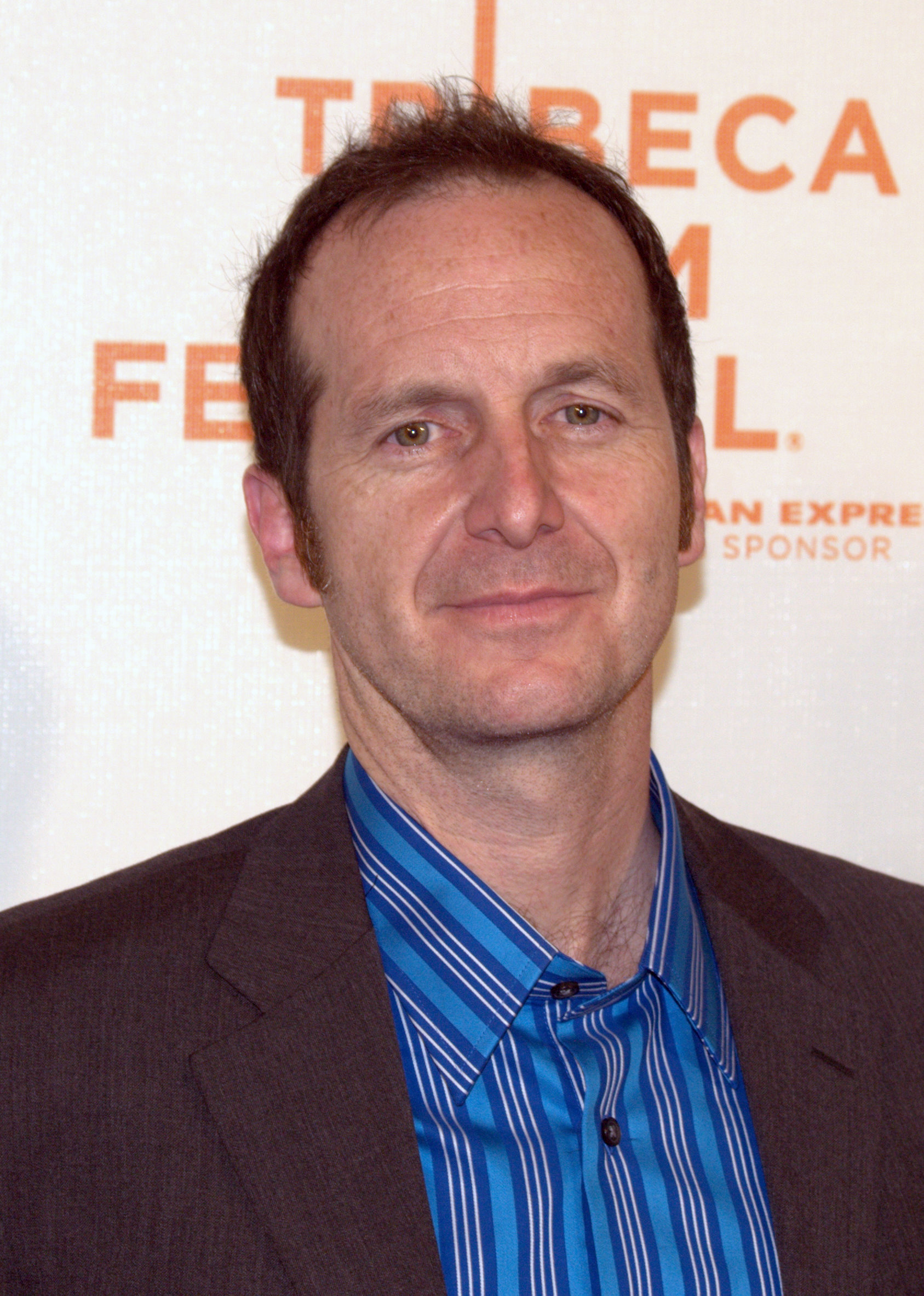
Denis O'Hare, vincitore nel 2003

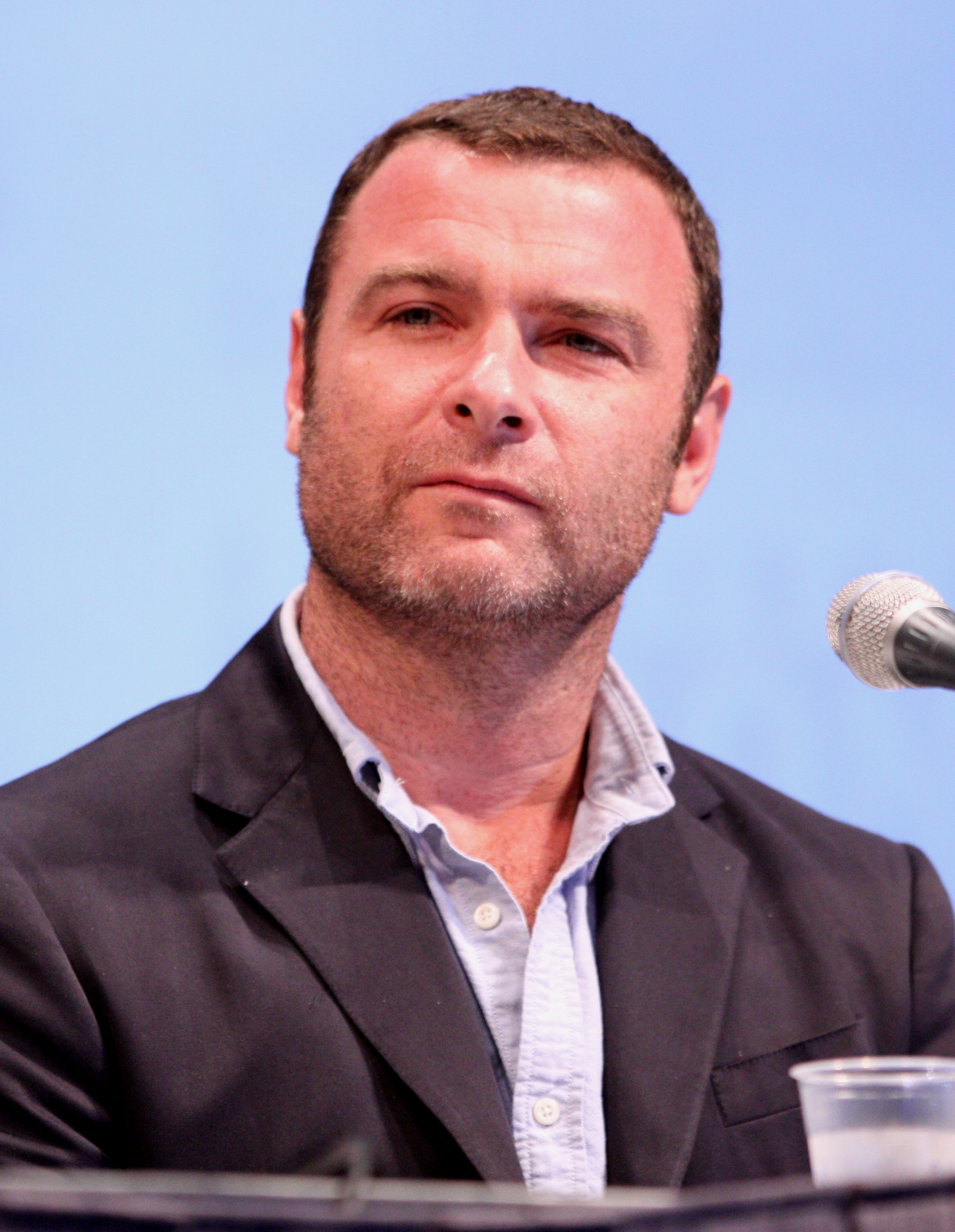
Liev Schreiber, vincitore nel 2005

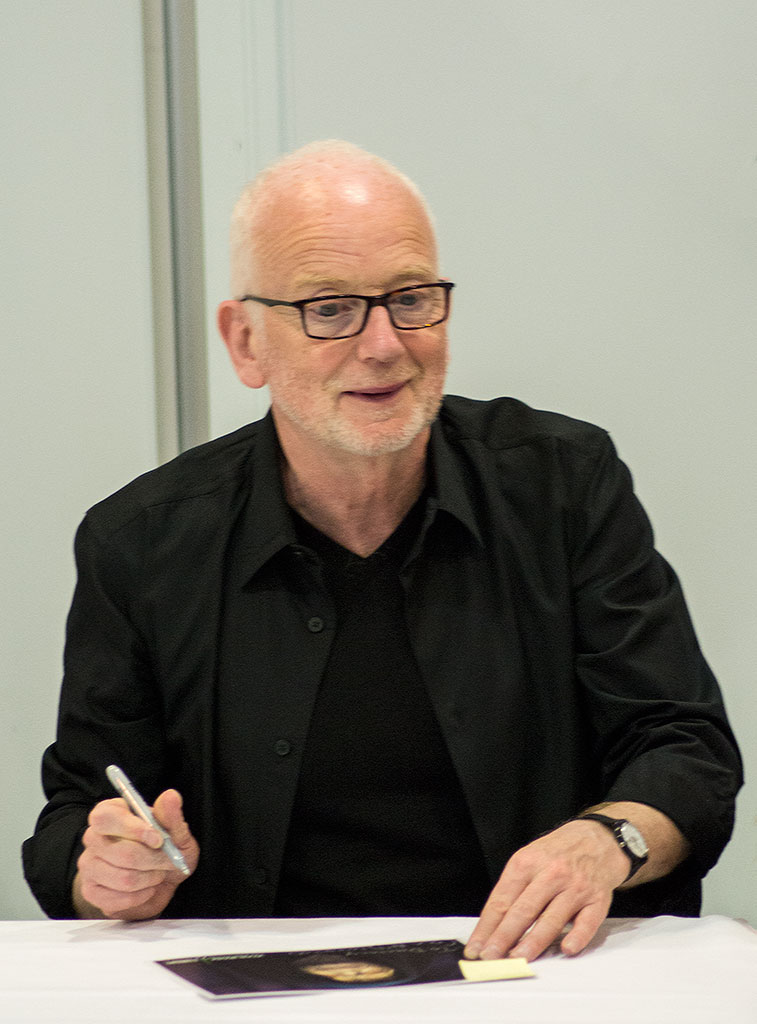
Ian McDiarmid, vincitore nel 2006

  - Roy Dotrice – A Moon for the Misbegotten nel ruolo di Phil Hogan
  - Kevin Chamberlin – Dirty Blonde
  - Daniel Davis – Wrong Mountain
  - Derek Smith – The Green Bird
  - Bob Stillman – Dirty Blonde
- 2001
  - Robert Sean Leonard – The Invention of Love nel ruolo di A.E. Housman
  - Charles Brown – King Hedley II
  - Larry Bryggman – Proof
  - Michael Hayden – Judgment at Nuremberg
  - Ben Shenkman – Proof
- 2002
  - Frank Langella – Fortune's Fool nel ruolo di Flegont Alexandrovitch Tropatchov
  - Brian Murray – The Crucible
  - William Biff McGuire – Morning's at Seven
  - Sam Robards – The Man Who Had All the Luck
  - Stephen Tobolowsky – Morning's at Seven
- 2003
  - Denis O'Hare – Take Me Out nel ruolo di Mason Marzac
  - Thomas Jefferson Byrd – Ma Rainey's Black Bottom
  - Philip Seymour Hoffman – Long Day's Journey into Night
  - Robert Sean Leonard – Long Day's Journey into Night
  - Daniel Sunjata – Take Me Out
- 2004
  - Brían F. O'Byrne – Frozen nel ruolo di Ralph
  - Tom Aldredge – Twentieth Century
  - Ben Chaplin – The Retreat from Moscow
  - Aidan Gillen – The Caretaker
  - Omar Metwally – Sixteen Wounded
- 2005
  - Liev Schreiber – Glengarry Glen Ross nel ruolo di Richard Roma
  - Alan Alda – Glengarry Glen Ross
  - Gordon Clapp – Glengarry Glen Ross
  - David Harbour – Chi ha paura di Virginia Woolf?
  - Michael Stuhlbarg – The Pillowman
- 2006
  - Ian McDiarmid – Faith Healer nel ruolo di Teddy
  - Samuel Barnett – The History Boys
  - Domhnall Gleeson – The Lieutenant of Inishmore
  - Mark Ruffalo – Awake and Sing!
  - Pablo Schreiber – Awake and Sing!
- 2007
  - Billy Crudup – The Coast of Utopia nel ruolo di Vissarion Belinsky
  - Anthony Chisholm – Radio Golf
  - Ethan Hawke – The Coast of Utopia
  - John Earl Jelks – Radio Golf
  - Stark Sands – La fine del viaggio
- 2008
  - Jim Norton – The Seafarer nel ruolo di Richard Harkin
  - Bobby Cannavale – Mauritius
  - Raúl Esparza – The Homecoming
  - Conleth Hill – The Seafarer
  - David Pittu – Is He Dead?
- 2009
  - Roger Robinson – Joe Turner's Come and Gone nel ruolo di Bynum Walker
  - John Glover – Aspettando Godot
  - Zach Grenier – 33 Variations
  - Stephen Mangan – The Norman Conquests
  - Paul Ritter – The Norman Conquests

### Anni 2010
- 2010

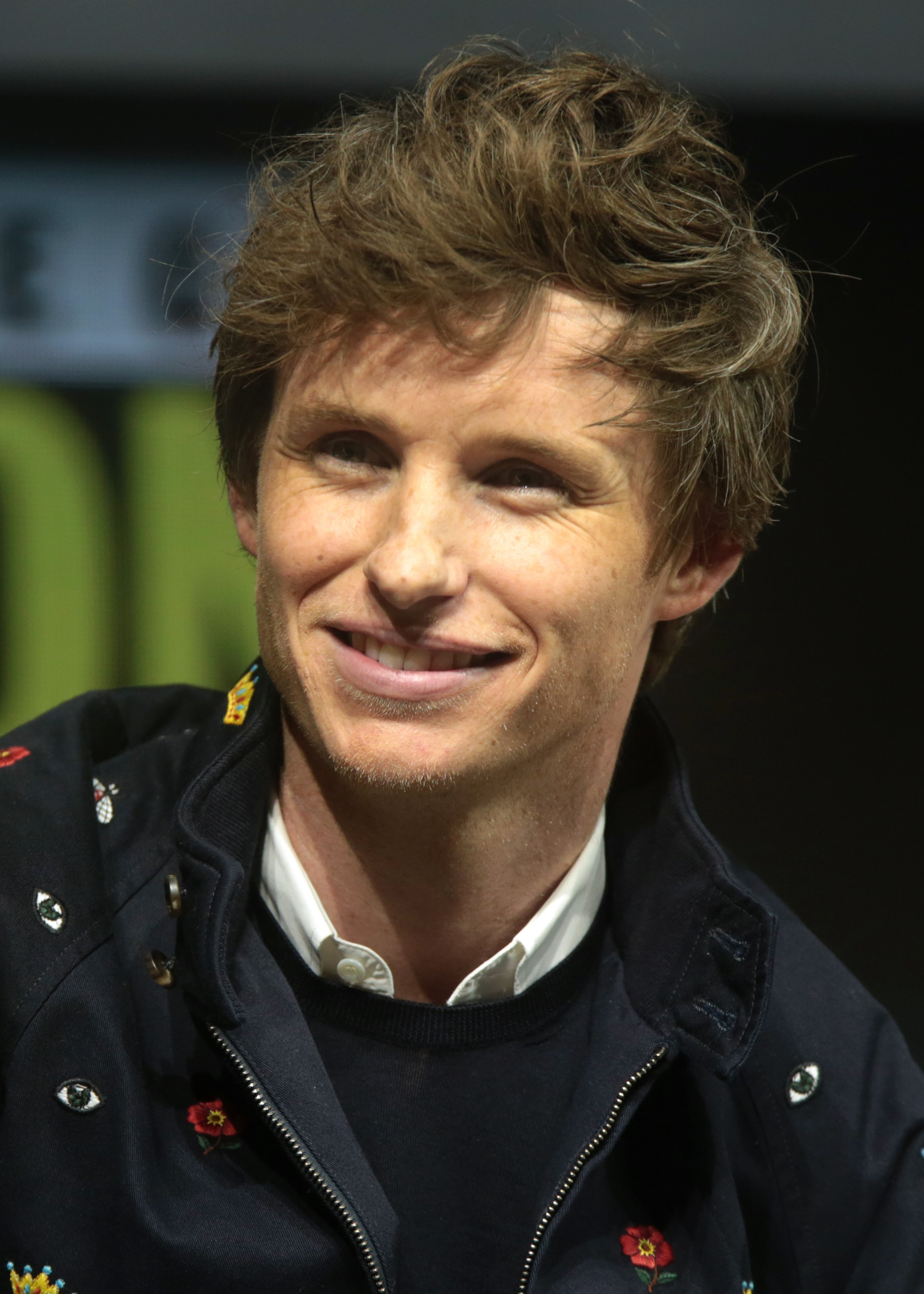
Eddie Redmayne, vincitore nel 2010

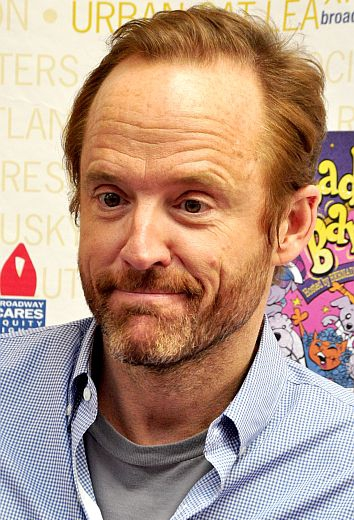
John Benjamin Hickey, vincitore nel 2011

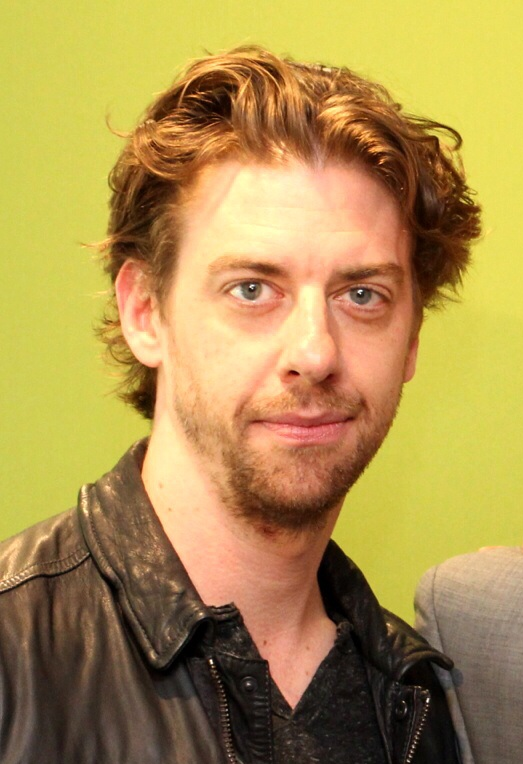
Christian Borle, vincitore nel 2012

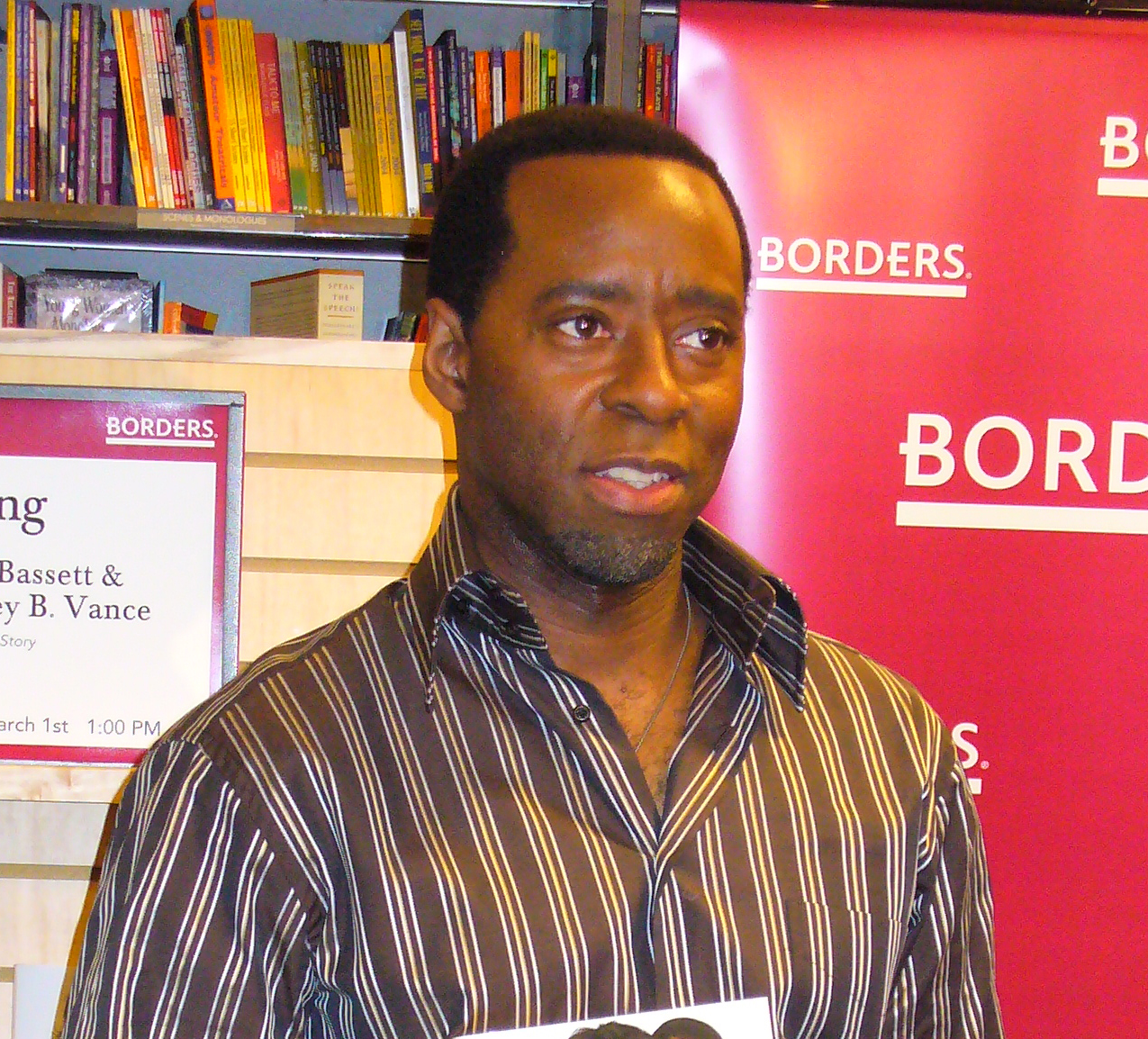
Courtney B. Vance, vincitore nel 2013

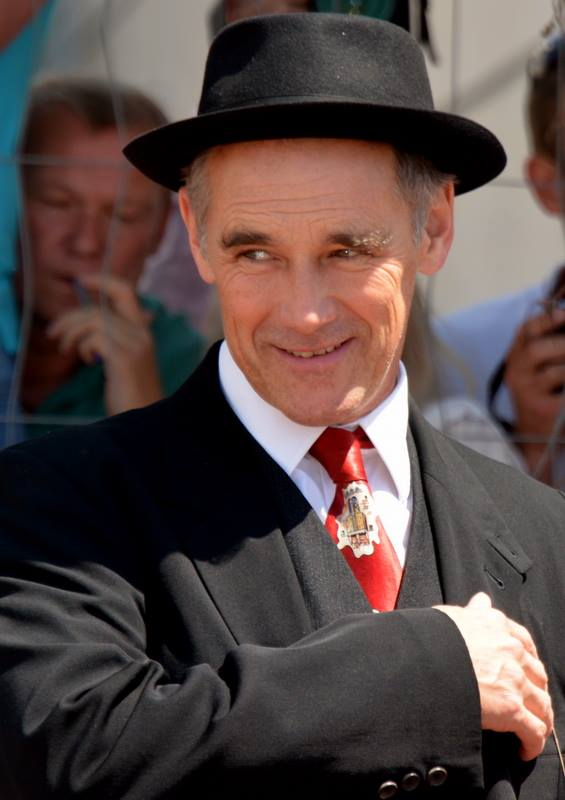
Mark Rylance, vincitore nel 2014

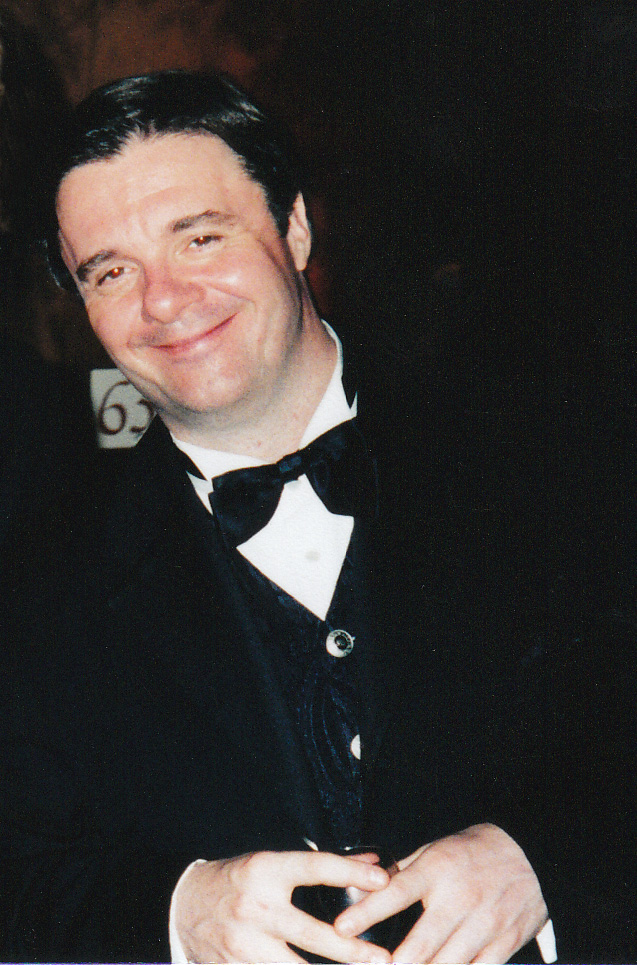
Nathan Lane, vincitore nel 2018

  - Eddie Redmayne – Red nel ruolo di Ken
  - David Alan Grier – Race
  - Stephen McKinley Henderson – Fences
  - Jon Michael Hill – Superior Donuts
  - Stephen Kunken – Enron
- 2011
  - John Benjamin Hickey – The Normal Heart nel ruolo di Felix Turner
  - Mackenzie Crook – Jerusalem
  - Billy Crudup – Arcadia
  - Arian Moayed – Bengal Tiger at the Baghdad Zoo
  - Yul Vazquez – The Motherfucker with the Hat
- 2012
  - Christian Borle – Peter and the Starcatcher nel ruolo di Black Stache
  - Michael Cumpsty – End of the Rainbow
  - Tom Edden – One Man, Two Guvnors
  - Andrew Garfield – Morte di un commesso viaggiatore
  - Jeremy Shamos – Clybourne Park
- 2013
  - Courtney B. Vance - Lucky Guy nel ruolo di Hap Hairston
  - Danny Burstein - Golden Boy
  - Richard Kind - The Big Knife
  - Billy Magnussen - Vanya and Sonia and Masha and Spike
  - Tony Shalhoub - The Big Knife
- 2014
  - Mark Rylance - La dodicesima notte nel ruolo della Contessa Olivia
  - Reed Birney - Casa Valentina
  - Paul Chahidi - La dodicesima notte
  - Stephen Fry - La dodicesima notte
  - Brian J. Smith - The Glass Menagerie
- 2015
  - Richard McCabe - The Audience nel ruolo di Harold Wilson
  - Matthew Beard - Skylight nel ruolo di Edward Sergeant
  - K. Todd Freeman - Airline Highway nel ruolo di Sissy Na Na
  - Alessandro Nivola - The Elephant Man nel ruolo di Frederick Treves
  - Nathaniel Parker - Wolf Hall Parts One & Two nel ruolo di Enrico VIII d'Inghilterra
  - Micah Stock - It's Only a Play nel ruolo di Gus P. Head
- 2016
  - Reed Birney - The Humans nel ruolo di Erik Blake
  - Bill Camp - Il crogiuolo nel ruolo del Reverendo John Hale
  - David Furr - Rumori fuori scena nel ruolo di Gary Lejeune
  - Richard Goulding - King Charles III nel ruolo del principe Harry
  - Michael Shannon - Lungo viaggio verso la notte nel ruolo di James Tyrone, Jr.
- 2017
  - Michael Aronov - Oslo nel ruolo di Uri Savir
  - Danny DeVito - The Price nel ruolo di Gregory Solomon
  - Nathan Lane - The Front Page	nel ruolo di Walter Burns
  - Richard Thomas - The Little Foxes nel ruolo di Horace Giddens
  - John Douglas Thompson - Jitney nel ruolo di Jim Becker
- 2018
  - Nathan Lane - Angels in America - Fantasia gay su temi nazionali nel ruolo di Roy Cohn
  - Anthony Boyle - Harry Potter e la maledizione dell'erede nel ruolo di Scorpius Malfoy
  - Michael Cera - Lobby Hero nel ruolo di Jeff
  - Brian Tyree Henry - Lobby Hero nel ruolo di William
  - David Morse - The Iceman Cometh nel ruolo di Larry Slade
- 2019
  - Bertie Carvel - Ink nel ruolo di Rupert Murdoch
  - Robin de Jesús - The Boys in the Band nel ruolo di Emory
  - Gideon Glick - Il buio oltre la siepe nel ruolo di Dill Harris
  - Brandon Uranowitz - Burn This nel ruolo di Larry
  - Benjamin Walker - Erano tutti miei figli nel ruolo di Chris Keller

### Anni 2020
- 2021
  - David Alan Grier - A Soldier's Play nel ruolo di Vernon C. Walters
  - Ato Blankson-Wood - Slave Play nel ruolo di Gary
  - James Cusati-Moyer - Slave Play nel ruolo di Dustin
  - John Benjamin Hickey - The Inheritance nel ruolo di Henry Wilcox
  - Paul Hilton - The Inheritance nel ruolo di Walter Poole/E. M. Forster
- 2022
  - Jesse Tyler Ferguson - Take Me Out nel ruolo di Mason Marzac
  - Alfie Allen - Hangmen nel ruolo di Mooney
  - Chuck Cooper - Trouble in Mind nel ruolo di Sheldon Forrester
  - Ron Cephas Jones - Clyde's nel ruolo di Montrellous
  - Michael Oberholtzer - Take Me Out nel ruolo di Shane Mungitt
  - Jesse Williams - Take Me Out nel ruolo di Darren Lemming
- 2023
  - Brandon Uranowitz - Leopoldstadt nel ruolo di Ludwig Jakobovicz
  - Jordan E. Cooper - Ain’t No Mo’ nel ruolo di Peaches
  - Samuel L. Jackson - The Piano Lesson nel ruolo di Doaker Charles
  - Arian Moayed - Casa di bambola nel ruolo di Torvald Helmer
  - David Zayas - Cost of Living nel ruolo di Eddie
- 2024
  - Will Brill - Stereophonic nel ruolo di Reg
  - Eli Gelb - Stereophonic nel ruolo di Grover
  - Jim Parsons – Mother Play nel ruolo di Carl
  - Tom Pecinka – Stereophonic nel ruolo di Peter
  - Corey Stoll – Appropriate nel ruolo di Beauregard "Bo" Lafayette
- 2025
  - Francis Jue - Yellow Face nel ruolo di HYH
  - Glenn Davis - Purpose nel ruolo di Solomon "Junior" Jasper
  - Gabriel Ebert - John Proctor is the Villain nel ruolo di Mr. Carter Smith
  - Bob Odenkirk - Glengarry Glen Ross nel ruolo di Shelly Levene
  - Conrad Ricamora - Oh, Mary! nel ruolo di Abraham Lincoln